# Playing for Keeps (album)
Playing for Keeps è il terzo album in studio del cantante statunitense Eddie Money, pubblicato nel 1980.

## Tracce
1. Trinidad – 5:08 (Lonnie Turner, Greg Douglass)
2. Running Back – 4:01 (Radcliffe "Dougie" Bryan)
3. The Wish – 3:58 (Money, James Lyon)
4. Get a Move On – 3:47 (Money, Paul Collins, Lloyd Chiate)
5. When You Took My Heart – 3:36 (Randy Nichols, Darrell Verdusco, Jerry Marcellino, David Sieff)
6. Satin Angel – 4:04 (David Lewark, Money)
7. Let's Be Lovers Again – 3:54 (Money, Lyon)
8. Nobody Knows – 3:54 (Nichols, Money)
9. Million Dollar Girl – 4:30 (Money)

## Formazione
- Eddie Money – voce
- John Nelson – chitarra
- Jimmy Lyon – chitarra
- David Lewark – chitarra
- John Nelson – slide guitar (traccia 4)
- Greg Douglass – chitarra (1)
- Bob Glaub – basso (2, 5, 7–9)
- Kenny Lewis – basso (3, 4, 6)
- Lonnie Turner – basso (1)
- Randy Nichols – tastiera
- Robert Blass – tastiera (2, 3, 4, 6, 8)
- Gary Mallaber – batteria, percussioni (1, 2, 5–9)
- Carmine Appice – batteria (3, 4)
- Emilio Castillo – corni (9)
- Steve Kupka – corni (9)
- Valerie Carter – voce (7)

## Classifiche
| Classifica (1980) | Posizione massima |
| ----------------- | ----------------- |
| Stati Uniti       | 35                |